# Pilea auriculata
Pilea auriculata là loài thực vật có hoa trong họ Tầm ma. Loài này được Liebm. miêu tả khoa học đầu tiên năm 1851.